# Donkey Kong Jr. Math
Donkey Kong Jr. Math (ドンキーコングJR.の算数遊び?, Donkī Kongu JR. no Sansū Asobi) è un videogioco educativo pubblicato da Nintendo per Nintendo Entertainment System. È stato pubblicato nel 1983 in Giappone e nel 1985 in Nord America, come uno dei 18 titoli di lancio della console. In Europa è giunto l'anno successivo. In Giappone fu anche distribuito insieme a Donkey Kong Jr. in un'unica cartuccia (chiamata Donkey Kong Jr. + Jr. Math Lesson) insieme al C1 NES TV; questa cartuccia venne poi venduta separatamente dall'agosto 1995. Nel 2007 è stato distribuito tramite Virtual Console.
È presente in Animal Crossing, come uno dei numerosi mini-giochi.

## Modalità di gioco
Il personaggio controllato è Donkey Kong Jr., mentre Donkey Kong compare nella parte alta dello schermo reggendo un cartello con su scritto un numero, che il giocatore deve comporre raccogliendo due o più numeri e il simbolo matematico adatto per compiere addizioni, sottrazioni, moltiplicazioni e divisioni. La meccanica di gioco è molto simile a quella di Donkey Kong Jr.: i numeri sono infatti appesi a delle liane, e bisogna arrampicarsi per poterli raggiungere.
Il gioco comprende due modalità, una a giocatore singolo e una a due giocatori, entrambe da giocarsi nella medesima schermata fissa.
La modalità due giocatori è suddivisa in due livelli di difficoltà, chiamati "CALCULATE A" e "CALCULATE B". Il primo è semplice, mentre il secondo è il livello più alto, con numeri negativi. Il secondo giocatore controlla un altro Donkey Kong Jr. con una diversa tavolozza di colori, che cambia la sua pelle da marrone a rosa.

## Accoglienza
Fin dalla sua pubblicazione, Donkey Kong Jr. Math ha ricevuto critiche fortemente negative, tra i titoli di lancio del NES è il più grande insuccesso in termini di vendite.
Tom Sarris, portavoce di Nintendo, confermò lo scarso successo del gioco, aggiungendo che nessuno ne era veramente entusiasta; sentiva che se fosse stato più ben accolto, avrebbe portato più titoli educativi alla serie di Donkey Kong.
Andy Slaven criticò l'idea stessa del gioco, deridendo Nintendo per aver unito un ottimo gioco, con la matematica: generalmente poco apprezzata dai bambini. Inside Higher Ed non lo trovò divertente, mentre 1UP.com lo definì il peggior titolo di lancio per NES, criticando la sua mancanza di valori, e comparando i movimenti di Donkey Kong Jr. a quelli di un infante. Al contrario, Allgame disse che fu un uso creativo della grafica e del gameplay di Donkey Kong Jr.. IGN invece, definì i controlli scarsi e imperfetti, e che il gioco fosse «troppo costoso anche se fosse stato gratis»; includendo il gioco nella sua lista dei peggiori giochi messi in commercio su Virtual Console. Infine, GameSpot affermò che il gioco dava noia rapidamente e criticò i problemi matematici, troppo facili per i giocatori più giovani e troppo noiosi per quelli più anziani.
Donkey Kong Jr. Math ricevette critiche anche per i suoi contenuti educativi. Elizabeth Sweedyk disse che sebbene realistico come gioco educativo, comunque non divertente. 1UP disse che non dovrebbe essere giudicato come un gioco educativo, soprattutto se comparato a The Oregon Trail e Where in the World Is Carmen Sandiego?. Ars Technica lo paragonò ad altri titoli educativi, chiamandolo "no-Brain Age". Traci Lawson, sviluppatrice di videogiochi educativi, si chiese se Bookworm fosse stato ben accolto dai giocatori quando erano bambini; sentì che sarebbero stati intimiditi da esso, comparando questo a come si sentì giocando a Donkey Kong Jr. Math.